# Todirostrum poliocephalum
A Todirostrum poliocephalum a madarak osztályának a verébalakúak (Passeriformes) rendjébe, a királygébicsfélék (Tyrannidae) családjába tartozó faj.

## Előfordulása
Brazília területén honos. A természetes élőhelye szubtrópusi vagy trópusi erősen leromlott egykori erdők, szubtrópusi vagy trópusi nedves síkvidéki erdők, kertek.